# Ободрицький союз

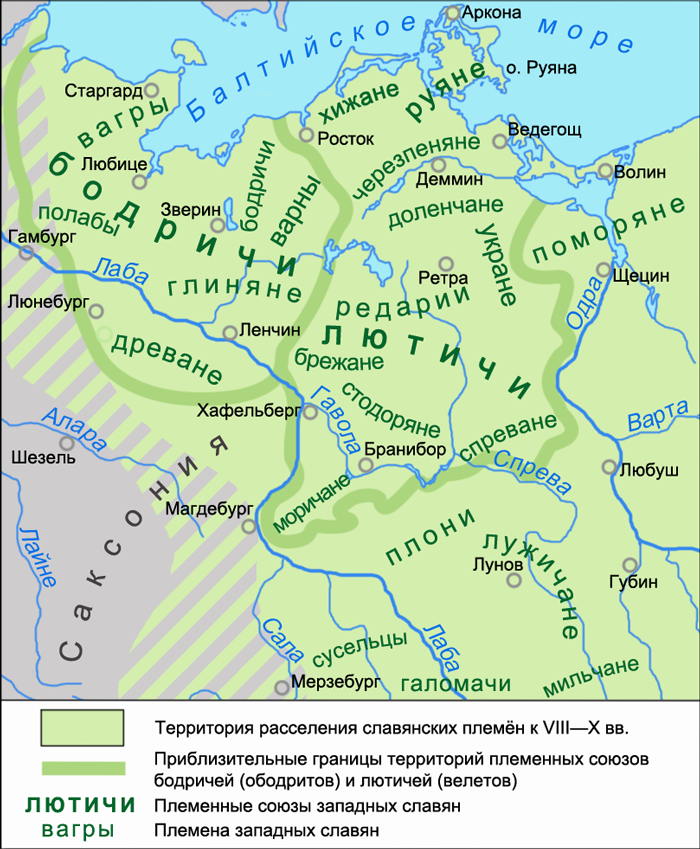
Приблизна територія Ободритського союзу

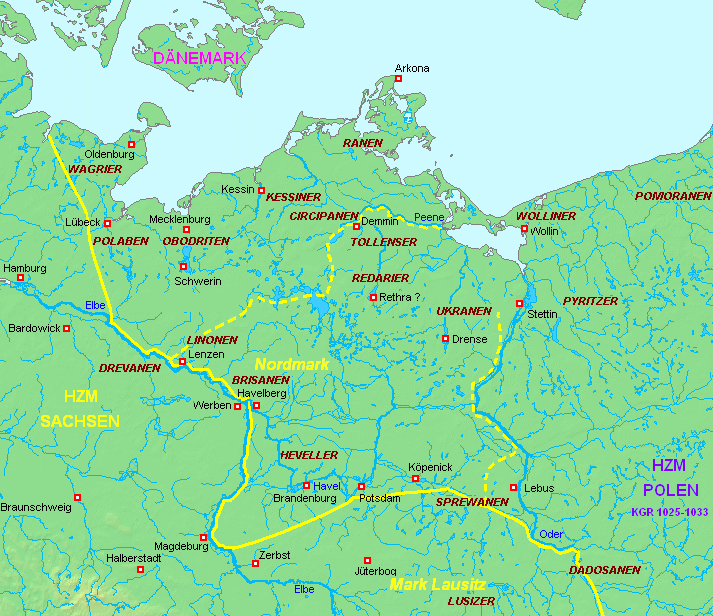
Територія заселена ободритами (на мапі вказана на північному заході) бл. 1000 року

Ободрицький союз — військово-племінне об'єднання окремих західних слов'ян. Засновниками союзу на зламі VIII i IX століть були племена бодричів: власне бодричі, полаби, вагри i варни. Назва походить імовірно від назва річки Одра — тобто ті що живуть коло неї (обОДРити). Аналогічно, ті, що мешкають за річкою Піною — черезпеняни, а жителі по морю — поморяни. Глиняни залежно від ситуації то входили до Ободрицького союзу, то були політично незалежні. Одним з центрів Ободрицького союзу було місто Рерік, через що увесь союз також називали ререгами.
До Ободрицького союзу входили:
- власне Бодричі — головні міста Шверін та Мехлін (нині Дорф-Мекленбург)
- Вагри — головне місто Староград (нині Ольденбург в Гольштейні (Oldenburg))
- Варни — головне місто Велиград (нині Мекленбург)
- Полаби — головне місто Ратибор (нині Рацебург)
- Глиняни — головне місто Лучин (нині Ленцен)
- Древани, смолинці, бутинці — Вендланд, другий берег ріки Лаби

Першим відомим князем ободритів був Віцан (789–795). Ободритськими володарями були також князь Дражко, князь Славомир, Чедраг, Гостомисл. Коли поліг князь Гостомисл, останній князь союзу — він розпався на 4 племінних князівства.

## Археологія
Зі слов'янським племінним союзом ободритів (бодричів) VII—IX століття н. е. археологами ототожнюється менкендорфська культура, суковсько-дзедзицька культура.

## Історія

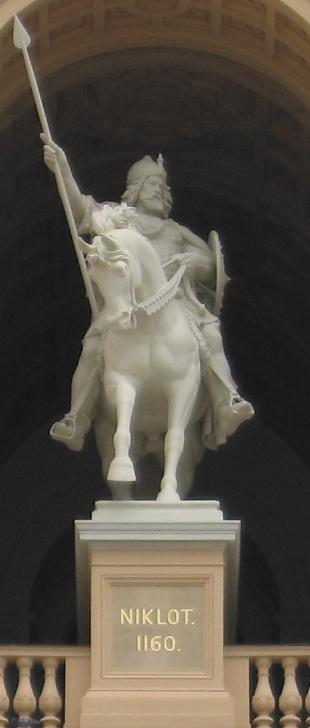
Ободритський князь Ніклот (1090—1160), статуя в Шверинському замку з 1855 року

Історичні записи про наявність вендів у східній Німеччині з'являються з 781 року, коли король франків Карл Великий боровся з їхніми сусідами саксами. Протягом десятків років вони були союзниками франків Карла Великого під час війни останніх із Саксонією та слов'янськими велетами (Veleti). У 798 обдритський князь Дражко (Drazko) переміг саксів у битві під Свєцяна (Swieciana). Переможені сакси були розпорошені імператором, і частину їхніх земель, включаючи Гольштейн та Гамбург, передали ободритам у 804 році як нагороду за їхню перемогу. Отже, впродовж VIII—IX ст. бодричі вели боротьбу проти саксів. У X ст. землі бодричів стали об'єктом агресії германців. У процесі боротьби з ними бодричі в середині XI ст. створили державне об'єднання — Ободрицький союз (див. «Хрестовий похід проти слов'ян»). У 1170 році Генріх Лев зломив опір бодричів і, загарбавши їхні землі, заснував герцогство Мекленбург. Бодричі були частково винищені, частково онімечені.
У цей час соціальна структура вендів на річці Ельбі зберігала групові якості і називалася «жупаном» (zupe або opole). Ця общинна структура залишилася в спадок від попередньої кланової структури. Проте ця громада вже була пов'язана з конкретною територією, в яку природним чином вписувалася жупа. Таким способом малі групи вендів проводили освоювання/колонізацію нових територій проживання в долинах річок Ельба та Одеру. І все-таки серед цих вендів утворилося три територіальні землі: ободритів, лютичів та сорбів.
Лютичі займали території, що відомі сьогодні як Мекленбург, і розширили володіння до річки Одри на сході. Ободрити розселились на землях, розташованих на північний захід від лютичів. Сораби, розташувалися на південь від Берліна.
Ободрітія не є назвою провінції, що доведено історичними літописами. Проте ця назва широко використовується для позначення територій, на яких проживали ободрити, які в свій час мали достатньо розвинені соціальні інститути. Їхня земля також включала інші менші групи племен. Пізніше було засноване на їх історичному базисі герцогство Мекленбург. Земля ободритів простягалася до берегів Балтійського моря, від затоки Кіль (Kyl) до гирла річки Варнов (Warnow), де сьогодні розташований порт Росток (Raztok). Всередині землі ободритів виникли замки типу Велеград (Velegard чи Mecklenburg) поблизу сучасного порту Вісмар (Wismar чи Vysemir), потім Звірін (Zvirin чи Schwerin) та Добін (Dobin).
Плем'я вагрів (Vagri), котре також було інтегроване в Ободрітію, займало західну частину її території, тобто східний Гольштейн. Вони також мали декілька важливих центрів типу Любіче (Liubice чи Alt Lubeck), Стариград (Starigard чи Oldenburg), Плона (Plona чи Plon) та Щарсдорф (Scharsdorf). Інша група, яка належала до даної землі, були полаби (Polabi), котрі розміщалися між річками Траве (Trave) та Ельбою. Їхнім центром виступав Ратібор (Ratibor чи Ratzeburg), розташований на південь від Любека. Місто було назване в честь князя Ратібора. На схід від ободритів, між річками Варнов (Warnow чи Varnova) та Мільденіц (Mildenitz), жили варни (Varni). У близьких стосунках до ободритів також були глиняни (Linonen), що проживали на півдні, в долинах річок Ельде (Elde), Локніц (Locknitz) та Степеніц (Stepenitz). У такому ж відношенні ободрити були зв'язані з древанами (Dreviani) в західній частині Альтмарки (Altmark), на південь від Ельби.
Досить цікавою може бути аналогія зі слов'янськими племенами на території Київської Русі, полянами — полаби та деревлянами — древанами ободритів.

## Держава Наконідів

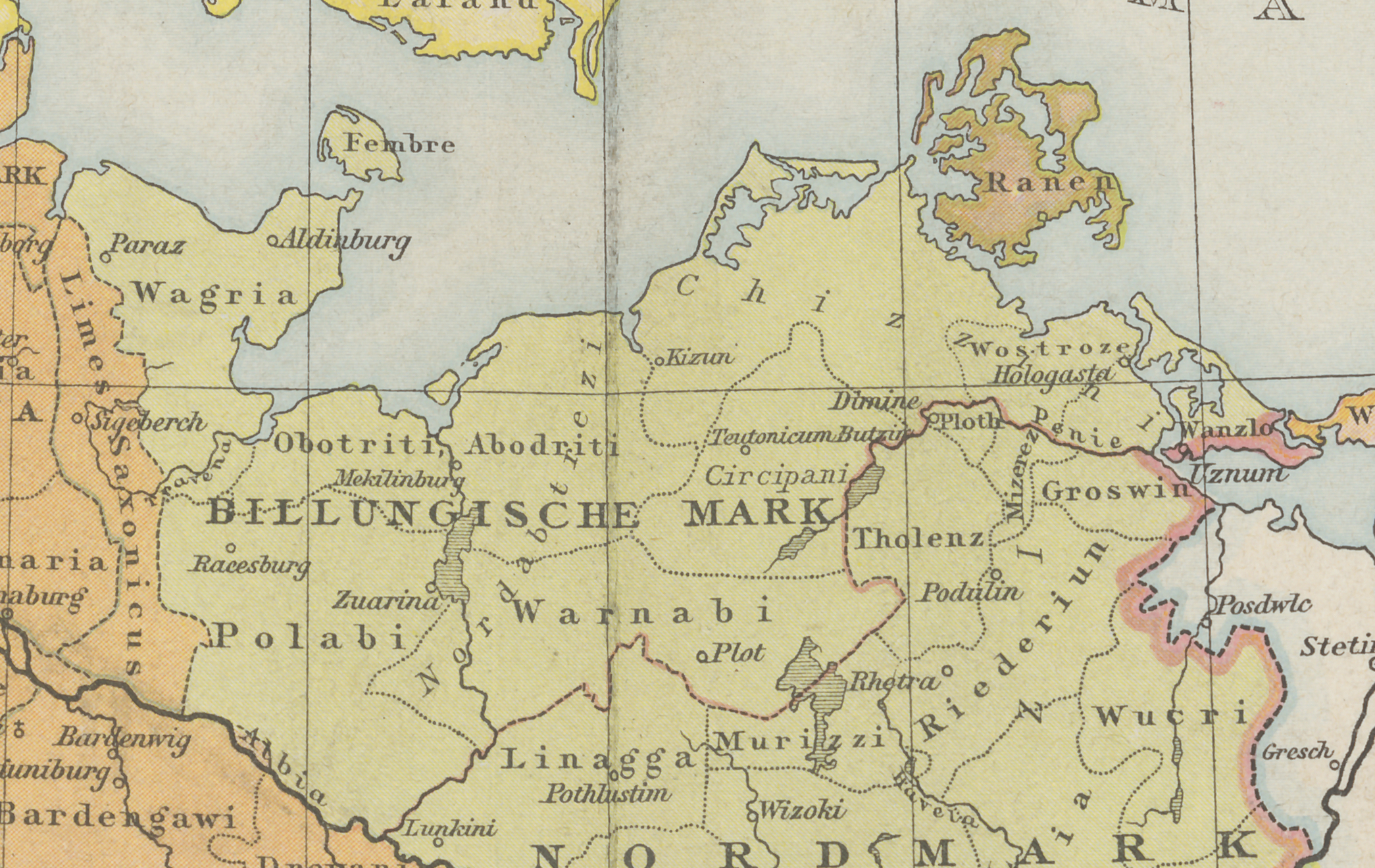
Володіння Наконідів близько 1000 року

Після розпаду імперії Каролінгів ободріти потрапляють в зону впливу Східно-франкського (Німецького) королівства. Васальну залежність від якого вони припиняють в 930-ті роки.
У 990-х роках князь Мстівой II, уклавши союз з данським конунгом Гаральдом Синьозубим і одружившись з його дочкою, почав створювати політичні передумови для об'єднання венедського князівства, в яке, крім ободритів, входили б і племена лютичів — давніх суперників і ворогів ободритів.
Це державне утворення очолив князь Годеслав (Godescalcus, Готшалк, або Годлейб) з роду Наконідів, онук Мстівоя, який в 1043 році зайняв ободрицький престол і почав сприяти християнізації країни. Однак в 1066 році проти Годеслава/Готшалка піднялося бодрицьке повстання і він був убитий в місті Лучин. А його резиденція Любіца була зруйнована. Скориставшись повстанням, владу захопив князь Круто (правитель Рюгена/Руяни). Син Годеслава/Готшалка Генріх в 1090 році спромігся повернути владу Наконідам (Біллунгам). У цей час ободрити ведуть численні війни з саксами, в ході яких часто ходять в сакські землі. Вони неодноразово спалюють Гамбург і місто Любек, засноване на місці колишньої ободрицької фортеці Любіца.
Найбільшого розвитку самостійна держава ободритів досягла при Прібиславі I (близько 1135—1146) і Ніклоті (близько 1135—1160). Незважаючи на стійкий опір Никлота, німці наполегливо намагаються наступати. Сам Никлот, йому було вже 70 років, гине в серпні 1160 року особисто беручи участь в атаці на німецький обоз. Після загибелі одного з синів Никлота — Вертіслава другий його син Прібислав II (1160—1178) вирішує піти на мирову з саксами і присягає Генріху Льву. Він-то і стає засновником мекленбургскої княжої і герцогською династії, яка правила своїми землями до 1918 року. З цих пір землі ободритів остаточно потрапляють до складу Священної Римської Імперії. Самі ободрити, слідом за своєю знаттю, поступово онімечуються. Слов'янська мова остаточно перестає звучати в їх землях в кінці XVIII — початку XIX століть. (див. полабська мова)

## Князі й королі
Легендарним предком ободритських князів і королів є Антюрій, який був соратником Олександра Македонського та переселився на південний берег Балтійського моря. А його супутники стали засновниками багатьох шляхетних родів бодричів. Геральдичним символом ободритських князів стали бик та грифон через те, що свого часу «Антюрій помістив на носі корабля, на якому плив, голову Буцефала (у перекладі буквально — „Бичача голова“), а на щоглі — водрузив грифа». Згодом — це символ присутній в усій Померанії. Грифони та голова бика ободритів беруть свою історію від срібних монет — грецьких статерів фракійського міста Абдери (грец. Ἄβδηρα). Звідси стародавня назва бодричів «абодрити» (нім. Abodriten, лат. Abatereni, Abotrites, Abodrites).[неавторитетне джерело]
Титул ободритських князів: «Король вагрів, черезпенян, полабів, ободритів, хижан і всіх слов'ян»; землі ободритів на сході доходили до фортеці Вурла і Мальхов, межуючи в цій області з племенем хижан і лютичів.
У середньовічних джерелах існував також титул король вендів, який спочатку стосувався короля Вендської держави, а пізніше до королів Данії, що завоювали землі племен Ободрицького союзу.